# Martin-Luther-Kirche (St. Ingbert)

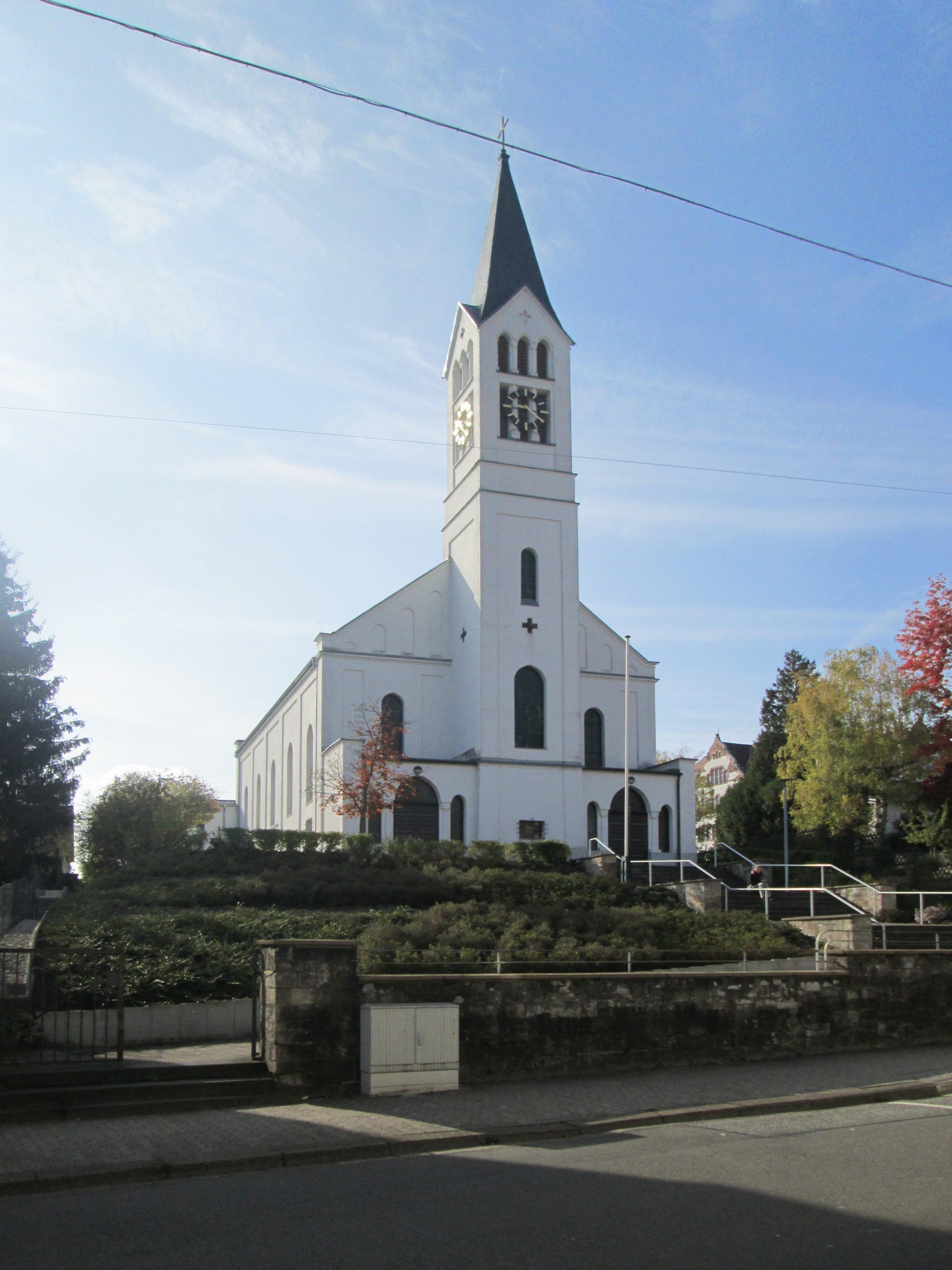
Martin-Luther-Kirche in St. Ingbert

Die Martin-Luther-Kirche ist über einhundert Jahre die einzige protestantische Kirche in der saarländischen Stadt St. Ingbert gewesen. Seit dem 1. Juli 1995 betreuen zwei Pfarrgemeinden die Stadt: Die Martin-Luther-Kirche ist für den nördlich der Kaiserstraße gelegenen Teil zuständig, der Südteil wird von der Christuskirche betreut.

## Gemeindegeschichte
Das Kirchgebäude wurde am 8. September 1859 geweiht, die Orgel konnte erst gut sieben Jahre später in Betrieb genommen werden. Die Baukosten (ohne Glocken und Orgel) betrugen 30.356 Gulden. Nach Währungsumstellung 1875 wären die circa 73.000 Mark gewesen. Die Martin-Luther-Kirche gehört zur Evangelischen Kirche der Pfalz mit Sitz in Speyer und war das erste Gotteshaus in der Saar-Diaspora, das nicht ohne die finanzielle Hilfe des Gustav-Adolf-Werkes hätte gebaut werden können. Das 1832 gegründete Hilfswerk erbrachte über die Hälfte der Gelder, die für den Bau nötig waren. Die Gemeinde selbst konnte über 4000 Gulden aufbringen, aber noch andere potente Spender wie beispielsweise der Landtagspräsident Philipp Heinrich Krämer stiftete 2000 Gulden, die Regierung der Pfalz gab 3000 Gulden. Der Bauplatz und die Inneneinrichtung war von verschiedenen privaten Gönnern geschenkt worden. Erster Pfarrer wurde Ernst Krieger (1853–1883).
Die Gemeinde bestand damals aus etwa eintausend Protestanten, nachdem 1837 nur 238 Seelen im Gemeindegebiet lebten. Die Entwicklung der evangelischen Bürger begann 1788 mit dem Hüttenwerkspächter Philipp Krämer aus Saarbrücken, dem laut Pachtvertrag freigestellt war, Arbeitskräfte aller Religionen zu beschäftigen. In der Folgezeit siedelten sich in St. Ingbert viele Christen evangelischen Glauben an, wurden allerdings zunächst von den Nachbarorten Fechingen und Ensheim betreut. Von Kirkel-Neuhäusel kam einige Male im Jahr ein Pfarrer und feierte im Speicherzimmer der Sulzbacher Glashütte in Schnappach Gottesdienst. In den Folgejahren zählte man 4000 (1923) sowie 6000 (1959 und 1971) protestantische Kirchenangehörige.

## Bauwerk

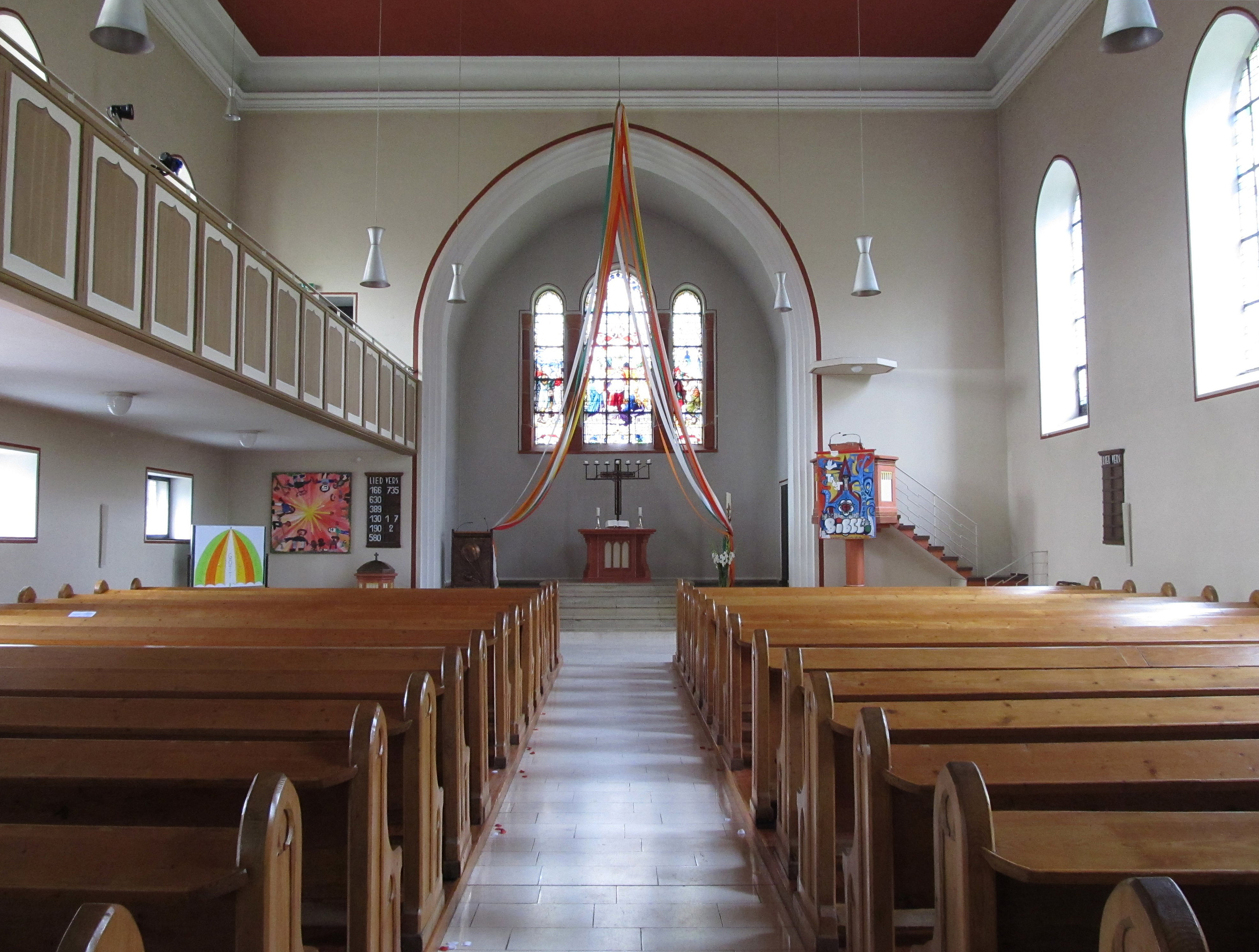
Blick ins Innere der Kirche

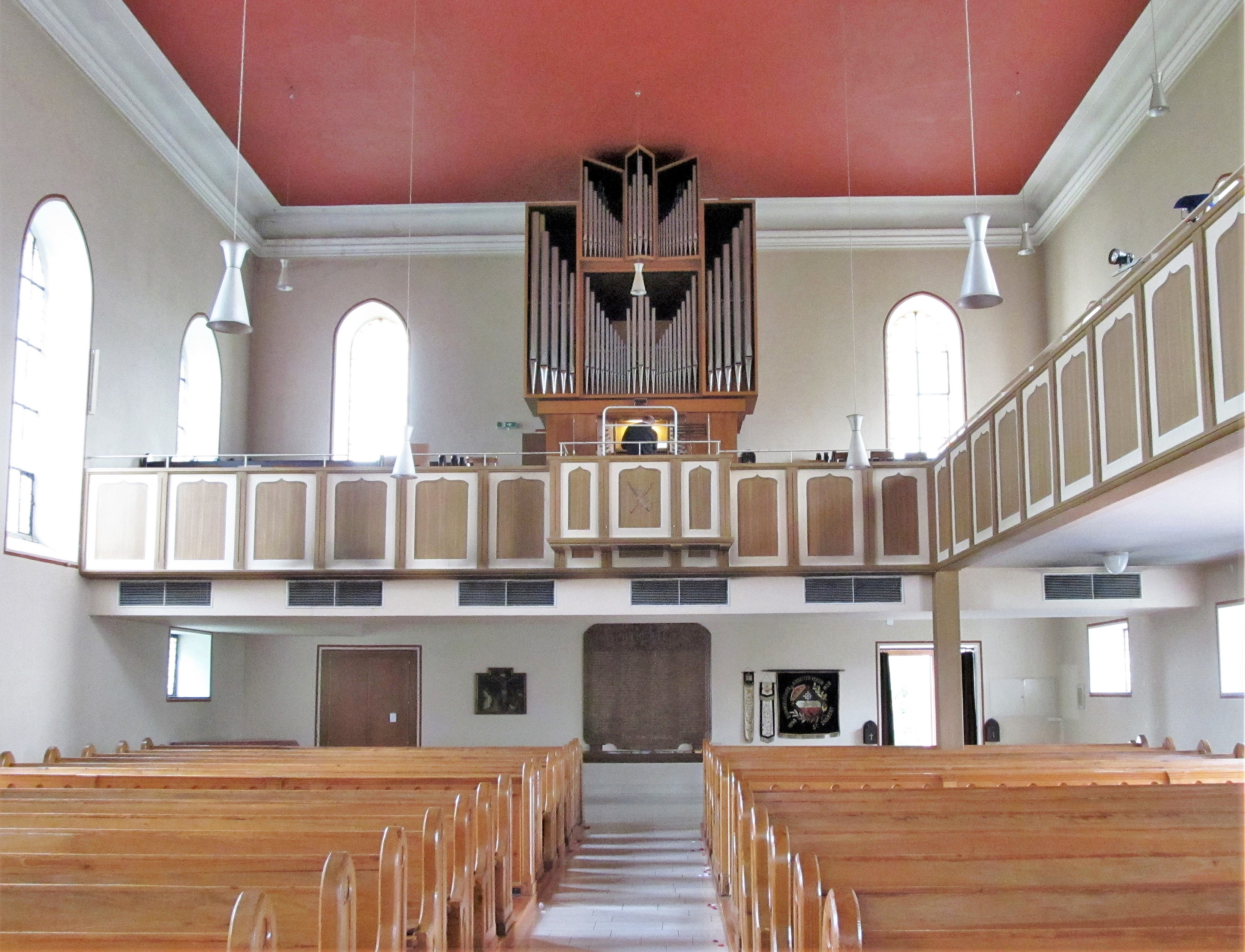
Blick zum Orgelprospekt

Die neuromanische Kirche ist schlicht gehalten und besteht aus einem Saalbau ohne Innensäulen. Lediglich die Orgelempore im hinteren Teil der Kirche wird durch Säulen gestützt. Der Chor ist ungewöhnlicherweise nach Westen ausgerichtet. Sie steht erhöht an der Josefstaler Straße und besitzt einen markanten schlanken Turm und eine Vorhalle. Nach der letzten Außenrenovierung 2006 ist sie weiß gestrichen, nachdem sie zuvor über Jahre mit ihrer altgelben Farbe das Stadtbild geprägt hatte. Baumeister war der gebürtige St. Ingberter, großherzoglich-hessischen Hofbaumeister Ludwig Weyland. 1933 wurde eine Seitenempore hinzugefügt, 1966 eine Orgel mit 24 Registern eingebaut. Das Gebäude steht unter Denkmalschutz und ist in die Liste der Baudenkmäler in St. Ingbert eingetragen.
Seit 1949 gehört auf Anordnung der amerikanischen Militärverwaltung auch die bis 1936 eigenständige Synagoge auf der gegenüberliegenden Straßenseite zum Gemeindekomplex. 1927 lebten 88 Mitbürger jüdischen Glaubens in der Stadt. Durch umfangreiche Renovierungsarbeiten in den 1950er Jahren verlor das Gebäude viel von seiner Identität. Heute wird das Gebäude für Schulungszwecke gebraucht.
Seit 1962 gibt es in der Albert-Weisgerber-Allee einen Kindergarten, der von der Gemeinde betreut wird, seit 1971 ist in Vorbereitung der Teilung des Gemeindegebietes in der Wolfshohlstraße eine Gemeindezentrum entstanden, dass mit dem Bau der Christus-Kirche 1994 vorläufig abgeschlossen wurde.

## Orgel
Die erste Orgel der Kirche, mit mechanische Schleifladen – wie auch das heutige Instrument, wurde 1865 durch Friedrich Ladegast (Weißenfels) als opus 41 erbaut und verfügte über 16 Register, verteilt auf 2 Manuale. 1933 erfolgte durch die Firma E.F. Walcker (Ludwigsburg) ein Neubau einer dreimanualigen Orgel mit 36 Registern als opus 2402. Das Orgelbauunternehmen Gebrüder Oberlinger (Windesheim) erbaute 1966 eine neue Orgel, die verteilt auf 2 Manuale und Pedal zunächst über 14 Register verfügte, jedoch in den Jahren 1971–1976, ebenfalls durch Gebr. Oberlinger, sukzessiv um 8 Register erweitert wurde.
| I Hauptwerk C–g3 |                |     |
| 1.               | Pommer         | 16′ |
| 2.               | Prinzipal      | 8′  |
| 3.               | Rohrflöte      | 8′  |
| 4.               | Oktave         | 4′  |
| 5.               | Kleingedackt   | 4′  |
| 6.               | Superoktave    | 2′  |
| 7.               | Sesquialter II |     |
| 8.               | Mixtur V       |     |
| 9.               | Kl. Cymbel III |     |
| 10.              | Trompete       | 8′  |
|                  | Tremulant      |     |

| II Oberwerk C–g3 |             |             |
| 11.              | Gedackt     | 8′          |
|                  | Spitzgambe  | 8′ (vakant) |
| 12.              | Prinzipal   | 4′          |
| 13.              | Koppelflöte | 4′          |
| 14.              | Prinzipal   | 2′          |
| 15.              | Quinte      | 1 ⁄3′       |
| 16.              | Scharff V   |             |
| 17.              | Krummhorn   | 8′          |
|                  | Tremulant   |             |

| Pedal C–f1 |           |             |
| 18.        | Subbaß    | 16′         |
| 19.        | Oktavbaß  | 8′          |
| 20.        | Prinzipal | 4′          |
|            | Nachthorn | 2′ (vakant) |
| 21.        | Mixtur VI |             |
| 22.        | Posaune   | 16′         |
|            | Clarine   | 4′ (vakant) |

- Koppeln: II/I, I/P, II/P

## Glocken
Im Jahr 1954 goss die Saarlouiser Glockengießerei in Saarlouis-Fraulautern, die von Karl (III) Otto von der Glockengießerei Otto in Bremen-Hemelingen und dem Saarländer Aloys Riewer 1953 gegründet worden war, für fünf St. Ingberter Kirchen, darunter die Martin-Luther-Kirche, Bronzeglocken. Die Martin-Luther-Kirche erhielt fünf Glocken. Die fünf Glocken im Turm ergeben das Westminster-Motiv mit Unterterz. Die technischen Daten sind der nachfolgenden Tabelle zu entnehmen: 
| Nr. | Ton  | Gussjahr | Gießer, Gussort | Durchmesser (in mm) | Gewicht (kg) |
| 1   | cis1 | 1954     | Otto, Saarlouis | 1470                | 1930         |
| 2   | e1   | 1954     | Otto, Saarlouis | 1223                | 1116         |
| 3   | a1   | 1954     | Otto, Saarlouis | 947                 | 580          |
| 4   | h1   | 1954     | Otto, Saarlouis | 840                 | 406          |
| 5   | cis2 | 1954     | Otto, Saarlouis | 749                 | 290          |

Das Geläut wurde an Stahljochen in einem Stahlglockenstuhl aufgehängt. Das volle Geläut erklingt samstags um 18:00 Uhr zusammen mit allen Innenstadtglocken zum Einläuten des Sonntags sowie zu Sonntagsgottesdiensten.